# Le Petit Piaf
Pour les articles homonymes, voir Piaf.
Pour plus de détails, voir Fiche technique et Distribution.
Le Petit Piaf est un film français réalisé par Gérard Jugnot, sorti en 2021.
Il est présenté en avant-première et en compétition officielle au festival Cinéma et Musique de Film de La Baule 2021. Il y reçoit le prix Ibis d'or du public.

## Synopsis
Âgé de 10 ans, Nelson habite un petit village à La Réunion. Rêvant de devenir chanteur, il s'inscrit à Star Kids, une émission de télé-crochet pour enfants. Son amie Mia cherche alors à lui trouver un « coach ». Elle rencontre Pierre Leroy, un chanteur venu de métropole, en tournée sur l'île et séjournant dans l'hôtel dans lequel travaille la mère de Nelson. Ce dernier ne va cependant pas du tout s'entendre avec l'artiste, malgré leur passion commune pour le chant.

## Fiche technique
Sauf indication contraire, les informations mentionnées dans cette section peuvent être confirmées par la base de données cinématographiques IMDb,  présente dans la section « Liens externes ».
- Titre original : Le Petit Piaf
- Réalisation : Gérard Jugnot
- Scénario : Fabrice Bracq, Alexandre Fouchard, Marie-Claire Javoy et Serge Lamadie
- Musique : Jean-François Berger
- Décors : Sandrine Jarron
- Costumes : Laetitia Bouix
- Montage : Claire Fieschi et Thomas Fernandez
- Production : n/a
- Sociétés de production : MES Productions et Gaumont ; France 3 Cinéma (coproduction)
- Société de distribution : Gaumont (France)
- Budget : 5,36 millions d'euros
- Pays de production :  France
- Langue originale : français
- Format : couleur
- Genre : comédie dramatique, musical
- Durée : 105 minutes
- Dates de sortie[1] :
  - France : 21 juin 2021 (festival Cinéma et Musique de Film de La Baule - compétition officielle[2],[3])
  - France : 21 décembre 2022

## Distribution
- Soan Arhimann : Nelson
- Marc Lavoine : Pierre Leroy
- Stéfi Celma : Ella
- Gérard Jugnot : M. Lepetit
- Philippe Duquesne : Hubert

## Production
Le tournage a lieu à La Réunion entre septembre et octobre 2020, notamment près du Maïdo.

## Accueil
Présenté en compétition officielle au festival Cinéma et Musique de Film de La Baule en juin 2021, le film devait initialement sortir à la Toussaint 2021. En raison de la pandémie de Covid-19, la sortie nationale a lieu le 21 décembre 2022.
« Comédie familiale », « bienveillance », « bons sentiments », pour les critiques de la presse,.

### Box-office
| Pays ou région | Box-office      | Date d'arrêt du box-office | Nombre de semaines |
| -------------- | --------------- | -------------------------- | ------------------ |
| France         | 140 196 entrées | 24 janvier 2023            | 5                  |
| Total mondial  | - $             | -                          | -                  |

## Distinctions
- Festival Cinéma et Musique de Film de La Baule 2021 : prix « Ibis d’Or » du public[8]